# La Brunante
 (mars 2022).
Si vous disposez d'ouvrages ou d'articles de référence ou si vous connaissez des sites web de qualité traitant du thème abordé ici, merci de compléter l'article en donnant les références utiles à sa vérifiabilité et en les liant à la section « Notes et références ».
Pour plus de détails, voir Fiche technique et Distribution.
La Brunante est un film du réalisateur québécois Fernand Dansereau sorti en 2007. Le film a été tourné en 2006 à Montréal ainsi qu'en Gaspésie. Il fut présenté en première mondiale lors du festival des films du monde de Montréal.

## Synopsis
La rencontre fortuite de Madeleine (Monique Mercure), 72 ans, et Zoé (Suzanne Clément), 35 ans, va lancer ces deux femmes dans une grande balade à travers le Québec, qui les mènera jusqu’à Percé. Madeleine sait que la maladie d'Alzheimer la menace, et Zoé vit dans un désert affectif. Mais quelle force d’attraction les unit ? À l’occasion de ce voyage, l’émerveillement devant la grandeur de la nature et le consentement au mystère de la vie donneront à chacune la force de réinventer son destin, de trouver un sens à leurs existences respectives.

## Fiche technique
- Réalisateur : Fernand Dansereau
- Production : Productions Totale Fiction,  Jean-Roch Marcotte, Normand McKay
- Durée : 101 minutes
- Genre : Drame

## Distribution principale
- Monique Mercure : Madeleine
- Suzanne Clément : Zoé
- Patrick Labbé : Philippe
- Stéphane Gagnon : Antoine
- Caroline Lavoie : Danielle
- Louisette Dussault : voisine de Madeleine
- Catherine Bégin : Gisèle